# Noritaka Hidaka
Noritaka Hidaka (Tòquio, Japó, 29 de maig de 1947) és un futbolista japonès retirat que va disputar quatre partits amb la selecció japonesa.